# بوشيني باتاغوني
بوشيني باتاغوني (الاسم العلمي: Puccinia patagonica) هو نوع من الفطريات يتبع جنس البوشيني من فصيلة البوشينية.